# Greta, New South Wales
Greta är en del av en befolkad plats i Australien. Den ligger i kommunen Cessnock och delstaten New South Wales, i den sydöstra delen av landet, omkring 130 kilometer norr om delstatshuvudstaden Sydney. Antalet invånare är 2 321.
Runt Greta är det ganska glesbefolkat, med 25 invånare per kvadratkilometer.. Närmaste större samhälle är Maitland, omkring 17 kilometer öster om Greta.
I omgivningarna runt Greta växer huvudsakligen savannskog. Genomsnittlig årsnederbörd är 1 149 millimeter. Den regnigaste månaden är februari, med i genomsnitt 197 mm nederbörd, och den torraste är juli, med 41 mm nederbörd.